# Inkoopveiling
Een inkoopveiling is een veiling waarbij de overheid, een bedrijf of een andere organisatie een veiling organiseert om goederen of diensten in te kopen. In dit type veiling zijn de rollen van koper en verkoper verwisseld. Niet de verkoper maar de inkoper gebruikt het instrument van een veiling.
Bij de gebruikelijke (verkoop)veiling speelt de competitie zich af tussen de kopers, om voor de verkoper de hoogst mogelijke prijs te realiseren. Bij een inkoopveiling is de competitie verplaatst naar de verkopers, omdat de inkoper de gunstigste prijs wil realiseren.